# Henri-Marcel Magne
Pour les articles homonymes, voir Magne.
Henri-Marcel-Urbain Magne est un peintre et décorateur né à Paris le 11 octobre 1877 et mort à Champagne-sur-Seine le 1er juillet 1944.

## Biographie
Henri-Marcel Magne est le fils de Lucien Magne, le petit-fils d'Auguste-Joseph Magne et l'arrière-petit-fils de Pierre Magne, tous les trois architectes.
Il est élève en architecture aux Beaux-Arts de Paris. Il se forme ensuite à la peinture dans les ateliers de Luc-Olivier Merson, d'Albert Maignan et d'Alfred de Richemont (1857-1911).
Il se tourne ensuite vers la décoration monumentale qui lui permet de relier l'architecture et la peinture. Il réalise des peintures murales, des cartons et des maquettes de vitraux pour des édifices civils et religieux. Il figure notamment parmi les associés cartonniers du maître verrier Charles Lorin de Chartres.
Grâce à ses relations amicales et professionnelles avec les architectes en chef des monuments historiques il peut travailler sur les monuments historiques en Île-de-France et dans la Marne.
Quand son père, Lucien Magne, est nommé architecte de la basilique du Sacré-Cœur de Montmartre en 1905, Henri-Marcel Magne travaille avec son frère, René Magne, au cabinet d'architecture de son père, rue de l'Oratoire.
Il est nommé professeur d'art appliqué aux métiers au Conservatoire national des arts et métiers de 1919 à 1944.

## Œuvres
- Paris :

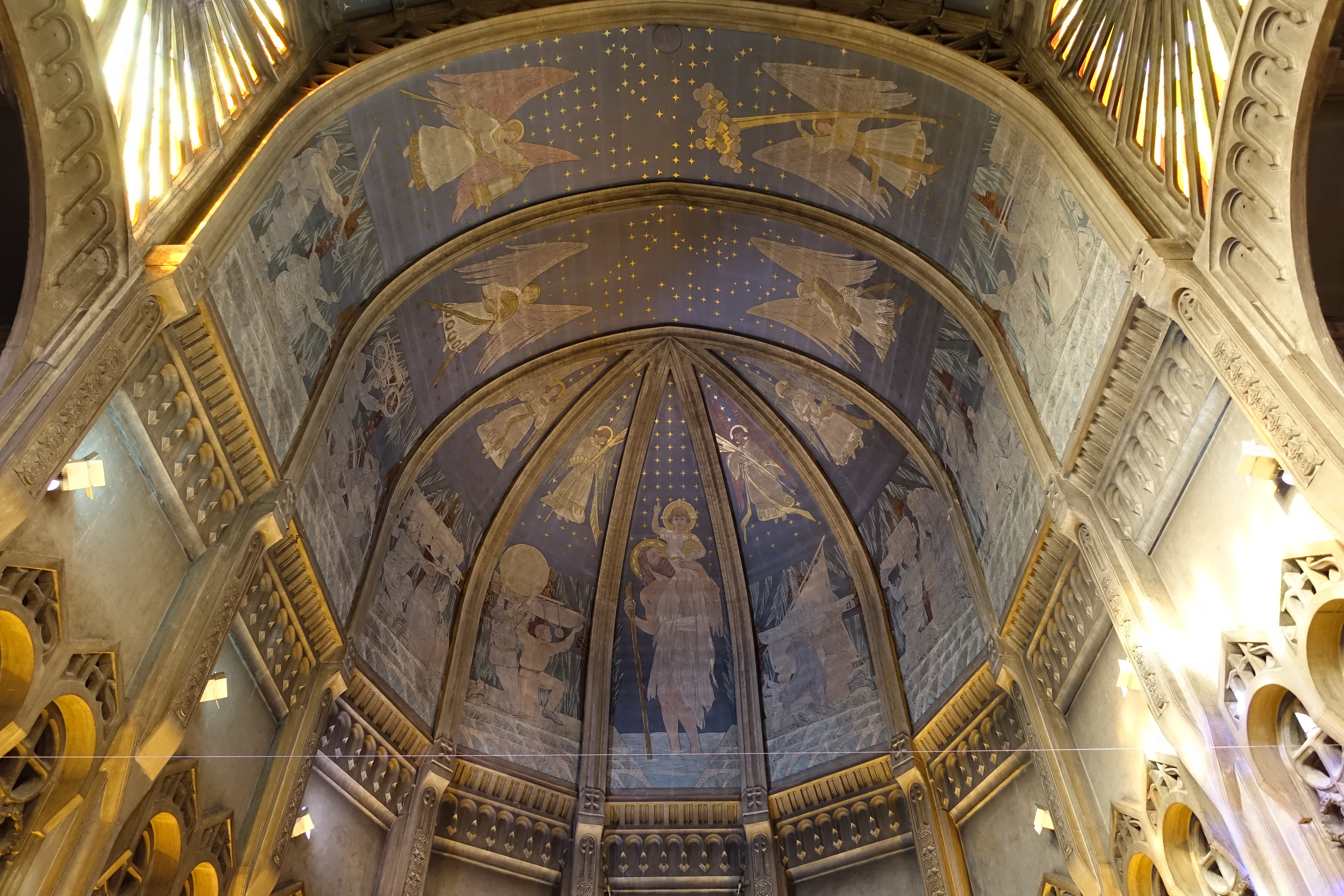
Saint Christophe, voûte du chœur de l'église Saint-Christophe-de-Javel à Paris.

  - basilique du Sacré-Cœur de Montmartre, décorations[3], cartons pour :
    - les vitraux des tribunes, des rosaces, de cinq des chapelles du déambulatoire et de la chapelle de la Vierge. Tous ces vitraux ont été détruits par le bombardement de 1944 ;
    - L'Assomption de la Vierge, 1907, mosaïque de la coupole de la chapelle de la Vierge ;
    - Saint Michel demandant à saint Aubert de construire une abbaye sur le Mont-Tombe, 1909, mosaïque de la chapelle Saint-Michel ;
    - Le Triomphe du Sacré Cœur, mosaïque du cul-de-four du chœur. Pour cette œuvre, dont le programme iconographique est défini en décembre 1911 (définitif en 1917), on fait appel à Luc-Olivier Merson et on lui adjoint Henri-Marcel Magne pour réaliser les études et cartons. À la mort de Merson en 1920, Henri-Marcel Magne achève le travail, aidé de Marcel Imbs qui a été nommé pour interpréter les cartons laissés par Merson. Les mosaïques sont réalisées par la maison René Martin de Saint-Denis à partir de 1918. Le montage de l'échafaudage commence le 3 octobre 1921, le début de la pose de la mosaïque a lieu le 1er février 1922 et la pose est terminée le 30 avril 1923.

  - église  Notre-Dame-du-Rosaire, décorations : 
    - L'Éducation de la Vierge, 1913, triptyque de Sainte-Anne, restauré dans les années 1990 ;
    - Chemin de croix, restauré dans les années 1990 ;
    - Vitrail de la rose.

  - église Saint-Christophe-de-Javel : saint Christophe entouré de voyageurs implorant sa protection et présentant leurs moyens de locomotion modernes : avion, ballon, train, paquebot, automobile, peinture murale de la voûte du chœur[4].
  - musée d'Orsay : L'Architecte, vers 1910, huile sur toile[5].

## Publications
- L'Art appliqué aux métiers[6] dont la publication a été initiée par Lucien Magne en 1913 et terminée par Henri-Marcel Magne en 1933.

## Expositions
- 1928 et 1929 : exposition de Lap dans les jardins de la maison Séailles à Antony.